# 香港國際航空學院

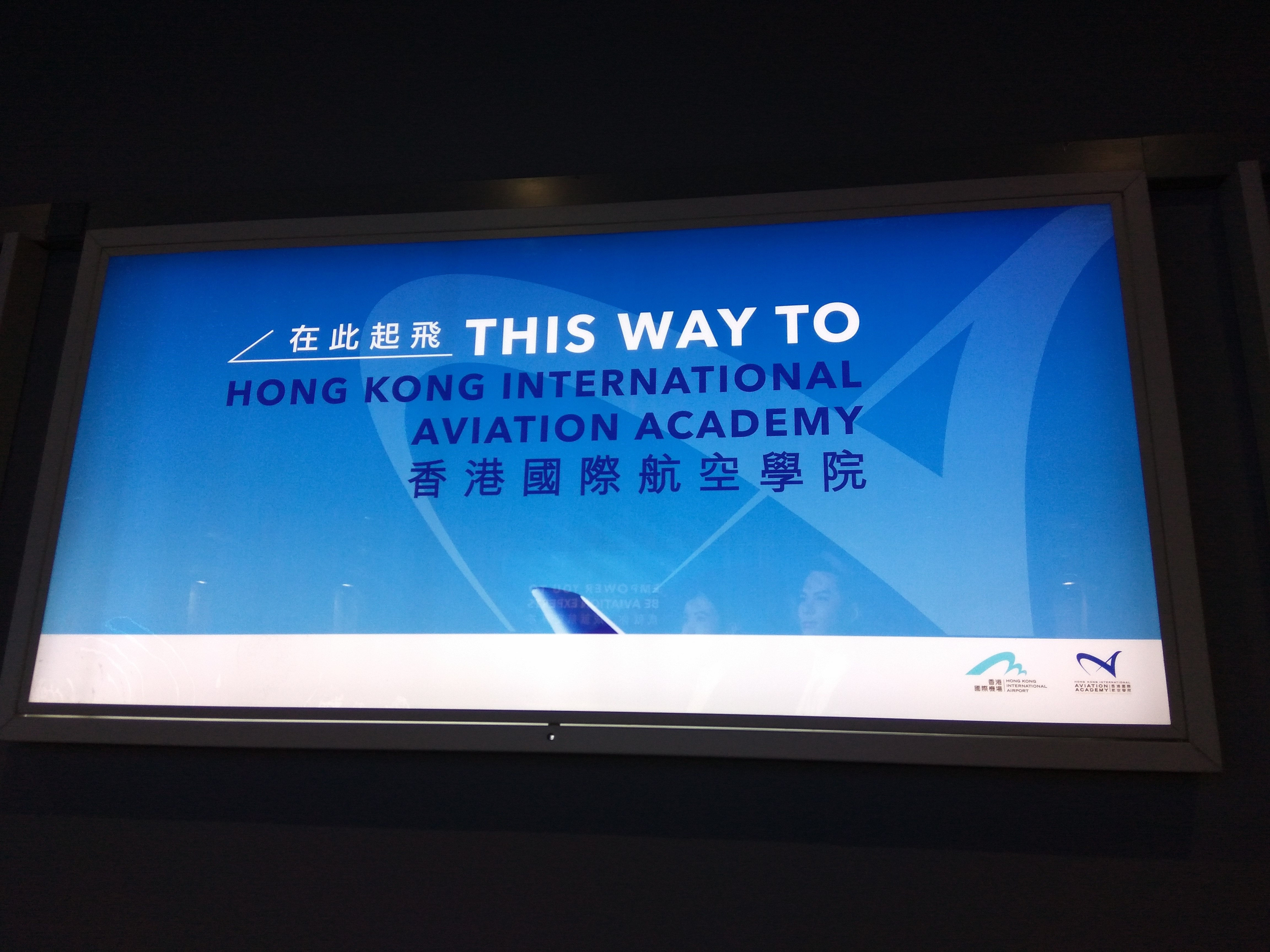
學院宣傳海報

香港國際航空學院有限公司（Hong Kong International Aviation Academy Limited）是香港一所民航學校，學校於2016年由香港機場管理局成立，校舍位於香港國際機場，專門為香港航空業培訓專才。

## 成立
香港是國際航空樞紐，航空業在亞洲區內具有領先地位，為鞏固香港作為國際空運中心的地位，香港行政長官在2016年1月發表的施政報告，宣布由機場管理局（機管局）成立民航學院，培訓本地及區域空運管理人才，令香港成為航空融資中心。
香港國際航空學院提供的課程涵蓋空勤、地勤、空管及物流等多方面，學院與本地及海外多所院校合作，開辦各類航空業相關的課程。
2022年，學院轄下的飛行訓練及航空工程培訓中心成立，透過與本地、中國大陸和海外業界夥伴合作，制定一系列高效培訓課程，培育香港及周邊地區的新一代民航機師及航空工程專才。
為配合長遠發展，院方計劃在港珠澳大橋香港口岸人工島上興建永久校園和宿舍以擴大招生，吸引更多來自中國大陸和海外的新生，也有利吸納世界各地的師資。

## 課程
香港國際航空學院於2017年1月與位於法國圖盧茲的國立民用航空學院展開合作，由這所歐洲最大規模的航空學及民用航空大學協辦課程。香港國際航空學院於2018年6月與香港職業訓練局簽訂備忘錄，香港專業教育學院將為國際航空學院開辦文憑課程，兼讀制的基礎航空文憑課程學員，在學習期間將會獲受僱於航空相關企業，不但可獲津貼修讀課程，在進修的同時更可賺取收入，完成基礎文憑後可繼續升讀香港專業教育學院的高級文憑課程。
學院首個見習機師培訓課程於2023年第四季開辦，課程為期約14個月，內容包括地面理論課、飛行訓練等，其中飛行訓練部份於美國飛行學校進行，為期約8個月。學院亦正與理工大學及職業訓練局研究，推出包括商業飛行員培訓的學士及碩士課程。

## 外部連結
- 官方网站